# Association nationale des étudiants en médecine de France
 (mars 2013).
L'Association nationale des étudiants en médecine de France (ANEMF) est une association loi de 1901 dont l'objet est de travailler pour l'intérêt commun des étudiants en médecine.
Membre de la Fédération des associations générales étudiantes et de la Fédération internationale des associations d'étudiants en médecine, elle fut créée en 1965 et se présente comme « indépendante de tout parti politique, syndicat et religion ». Elle réunit 37 associations locales représentatives (qui administrent l’ANEMF, votent les motions en Conseil d’Administration) et plusieurs dizaines d’associations de santé publique, tutorat ou solidarité internationale auxquelles adhérent des étudiants en médecine (en première année de santé pour les tutorats) de métropole et d'outre-mer. L’ANEMF est ainsi représentative des 37 unités de formation et de recherche et des 94 000 étudiants en médecine de la première année à la sixième année qui y sont rattachés.

## Missions
1. Veiller à la défense des droits et intérêts moraux, tant collectifs qu’individuels, des étudiants en médecine et de les représenter ;
2. Concourir à ce que les études médicales assurent une bonne formation des étudiants en médecine et de faciliter par tous les moyens possibles l’instruction professionnelle des jeunes et futurs médecins ;
3. Assurer l’avenir tant privé que public de la profession médicale, de veiller à son développement moral et notamment de lui assurer :
  1. L’indépendance professionnelle envers toute administration, qu’elle soit publique ou privée,
  2. Le secret professionnel,
  3. La liberté de prescription,
  4. La liberté d’installation,
  5. Le libre choix du médecin par le malade ;
4. Promouvoir l’intégrité scientifique dans la formation, la recherche et le domaine de la santé ;
5. Lutter contre toutes les formes de discriminations ;
6. Promouvoir un système de santé :
  1. Humain,
  2. Global,
  3. Solidaire,
  4. Equitable,
  5. Universel,
  6. Performant,
  7. Responsable et durable ;
7. Favoriser les mobilités professionnelles, notamment par le renforcement des équivalences entre la France et les pays étrangers ;
8. Entretenir avec les associations étrangères des relations de bonne entente et notamment d’organiser les échanges d’étudiants sur les plans national, européen et international ;
9. Être un acteur à part entière de la vie de l’université, et d’établir des liens de bonne entente avec les associations étudiantes visant à défendre leurs étudiants, de manière indépendante de tout parti politique, syndicat, et religion ;
10. Etablir des liens de solidarité entre ses membres ;
11. Entretenir de bons rapports avec les autres organisations professionnelles ayant les mêmes idéaux qu’elle, afin d’assurer l’avenir tant privé que public de la médecine ;
12. Promouvoir l’égalité des chances et le bien-être des étudiants tout au long des études et d’y concourir par toutes ses actions ;
13. Réaliser des prestations de services concourant à la réalisation des objets sus-cités ;
14. Promouvoir, accompagner et fédérer les initiatives des étudiants en santé concourant à la réalisation des objets sus-cités, dans le respect de ses valeurs ;

## Actions de l'association

### Santé publique
Pour le Téléthon en 2010, l'ANEMF a présenté sur le plateau de France 2, un don de 128 000 €. Cette collecte a été perçue à travers différentes actions locales menées dans les villes des 37 UFR de médecine de France. Cette opération est renouvelée tous les ans et orchestrées par le pôle Santé globale et solidarité de l’ANEMF.
L'ANEMF participe aux don du sang et don de plaquettes (en collaboration avec l'association Laurette Fugain).
L'ANEMF organise l'Hôpital des nounours, événement national réalisé pour la première fois en 2004 dans six UFR de France mais repris depuis par la majorité des villes. Il s'agit d'une action visant à diminuer l'appréhension des enfants face aux blouses blanches. Cette action touche les enfants de 3 à 6 ans.

### Tutorats d'Entrée dans les Etudes de Santé
Les premiers Tutorats Santé pour accompagner les étudiantes et étudiants en 1ère année d'études de santé ont été fondés par des étudiants en médecine. 
Aujourd'hui, la coordination des Tutorats Santé se fait avec les 5 fédérations de filières MMOPK (Maïeutique, Médecine, Odontologie, Pharmacie et Kinésithérapie). Des Tutorats Santé continuent d'adhérer à l'ANEMF .

## Fonctionnement interne
L’ANEMF fonctionne selon un système de représentation ascendante : les étudiants de chaque ville sont représentés au local par leur administrateur de la corpo médecine représentative et leur administrateur élu UFR. Tous deux sont régulièrement élus et chargés de recueillir les informations du local, sonder les étudiants sur les positions à adopter et les porter à l'échelle nationale. Les administrateurs siègent à l’ANEMF en tant que représentants de leur ville lors des Assemblées Générales et Conseils d’Administration pour porter la voix de leurs étudiants respectifs. Les associations adhérentes administrent également sur les décisions internes à la structure. Ils mandatent par ce biais le Bureau National pour les représenter au niveau de la FAGE, de l’IFMSA, des différentes instances et interlocuteurs nationaux. Le Bureau National est tenu de s'en tenir strictement aux directives des administrateurs.

## Publications
- Ingrid Bastide et Nabil Dib, Carabook : Le guide de l'externe, ANEMF, 2011
- Dominique Pateron, Patrice Queneau, Ingrid Bastide et Nabil Dib, Guides des urgences médico-chirurgicales, ANEMF et APNET, 2011
- Le Guide de l’Étudiant en Médecine pour permettre de faire un rapide tour d’horizon du cursus et de reprendre l’intégralité des questions du programme des ECN ;
- Le Guide des Dossiers Transversaux, outil à la préparation de l’Examen classant national ;
- Le Guide du D4, distribué aux DCEM 4, présentent les dernières épreuves universitaires, l’Internat de spécialité, l’Internat de médecine générale et l’installation professionnelle en privé comme en public.